# Cadillac Le Mans
 (janvier 2020).
Pour les articles homonymes, voir Le Mans (homonymie).

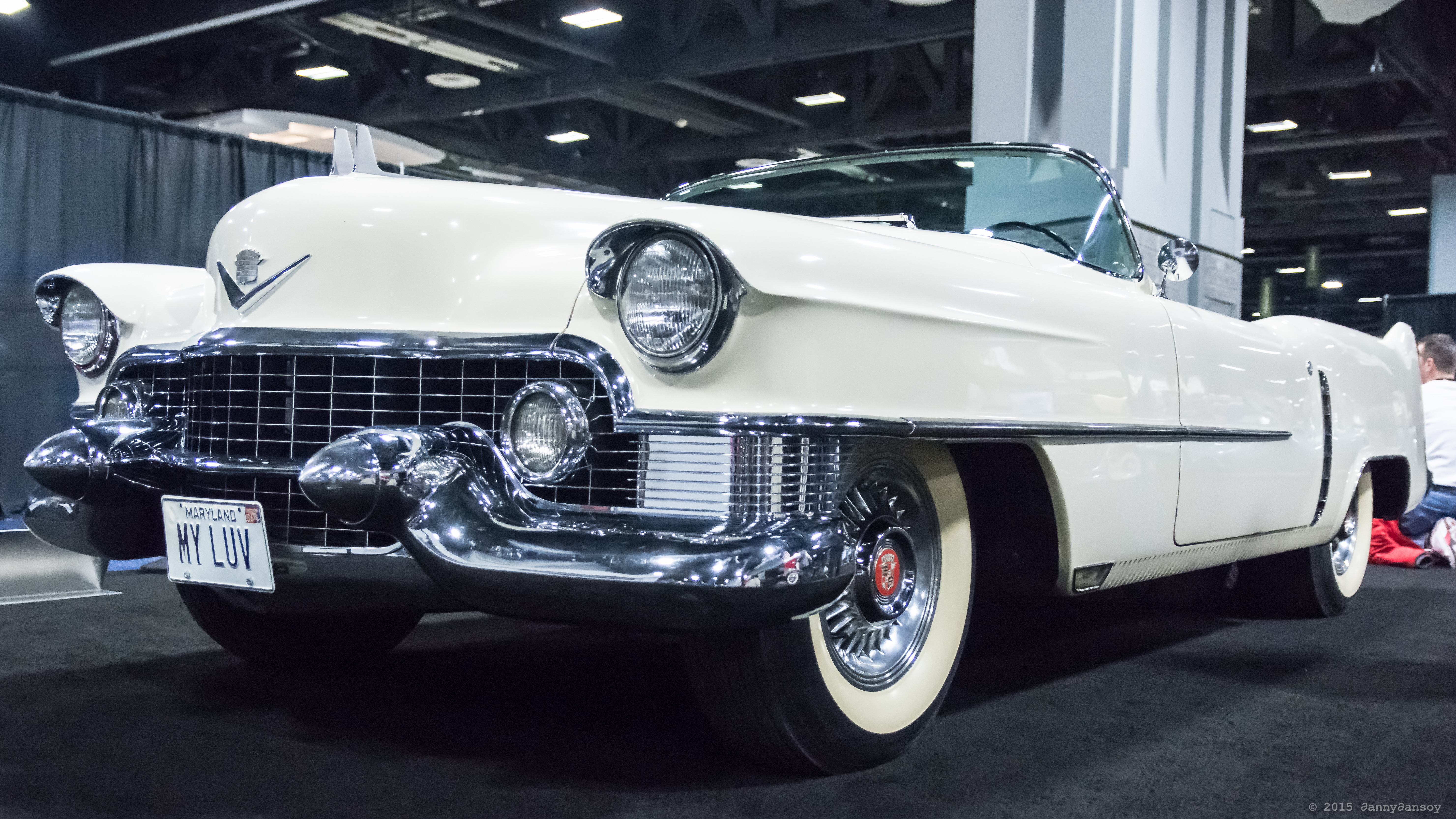
Le concept car Cadillac Le Mans.

La Cadillac Le Mans était un concept-car conçu par Harley Earl et développé par Cadillac. Elle a été nommée d'après la course des 24 Heures du Mans en France, à laquelle Cadillac a participé en 1950. Présentée au General Motors Motorama de 1953 à New York, la conception était un profil bas (51 pouces (1300 mm))[pas clair] par rapport au cadre du pare-brise), un roadster à deux places, en fibre de verre. Ce concept a présenté le premier pare-brise enveloppant de Cadillac. Elle était propulsée par une version de 250 ch (186 kW) du moteur V8 de 5 420 cm3 de Cadillac, une puissance qui n'a été réalisée dans les Cadillac de production qu'en 1955. La longueur totale de la Le Mans était de 196 pouces (4 978 mm). Bien que quatre prototypes aient été construits, le modèle n'est jamais entré en production.

## Sort des véhicules
Des quatre Cadillac Le Mans, le sort de trois est connu. Une voiture, personnalisée par George Barris, a été acquise par Harry Karl, un riche fabricant de chaussures qui l'a donnée à sa femme, Marie « The Body » MacDonald. Une autre a été vendue à un concessionnaire Cadillac à Beverly Hills, en Californie. La customisée de George Barris a été détruite dans un incendie en 1985, tandis qu'une autre est actuellement exposée dans la collection historique de Cadillac à Warren, dans le Michigan. La voiture révisée avec quatre phares est en possession du GM Heritage Center.
La quatrième Cadillac Le Mans a été présentée à l'exposition Oil Progress au Will Rogers Field à Oklahoma City en 1953, avec deux autres voitures d'exposition de l'exposition Motorama de 1953 (la Wildcat I et la Starfire). Après cela, cette voiture a été exposée chez Greenhouse-Moore Cadillac Chevrolet à Oklahoma City pendant la première semaine de novembre. Le véhicule a disparu le 8 novembre 1953 et n'a pas été revu depuis. De nombreux enquêteurs et passionnés d'automobile ont tenté de retrouver la Le Mans disparue, mais leurs efforts n'ont jusqu'à présent (en 2014) donné aucun résultat.